# Middelfart Kommune
|  | For Middelfart Kommune før kommunalreformen i 2007, se Middelfart Kommune (1970-2006). |
Middelfart Kommune er en kommune i Region Syddanmark efter Kommunalreformen i 2007. Allerede den 15. november 2005 blev kommunalbestyrelsen dog valgt.
Middelfart Kommune er opstået ved sammenlægning af følgende tidligere kommuner:
- Ejby
- Middelfart
- Nørre Aaby

## Byer
| Kommunens største byer |            |                   |
| Nr                     | By         | Indbyggere (2024) |
| 1                      | Middelfart | 16.528            |
| 2                      | Strib      | 5.204             |
| 3                      | Nørre Aaby | 3.189             |
| 4                      | Ejby       | 2.152             |
| 5                      | Gelsted    | 1.715             |
| 6                      | Brenderup  | 1.437             |
| 7                      | Båring     | 943               |
| 8                      | Harndrup   | 592               |
| 9                      | Kauslunde  | 504               |
| 10                     | Fjelsted   | 310               |

## Politik
Middelfart Kommune styres af et byråd med 25 medlemmer, der er på valg hvert fjerde år.
| 12 |  | 2 |  |  | 7 |  |

| 20 | 5 |

| 11 |  | 2 | 3 | 2 | 6 |

| 17 | 8 |

| 11 |  | 2 |  | 3 | 6 |  |

| 21 | 4 |

| 14 |  |  | 2 | 6 |  |

| 20 | 5 |

| 11 | 2 |  | 2 |  | 7 |  |

| 18 | 7 |

| 11 | 2 | 2 |  | 7 |  |  |

| 18 | 7 |

### Nuværende byråd
| Navn                                   | Parti                                    |
| -------------------------------------- | ---------------------------------------- |
| Johannes Lundsfryd Jensen (Borgmester) | Socialdemokratiet - 11 mandater          |
| Steen Dahlstrøm                        | Socialdemokratiet - 11 mandater          |
| Jes Rønn Hansen                        | Socialdemokratiet - 11 mandater          |
| Jens Backer Mogensen                   | Socialdemokratiet - 11 mandater          |
| Jacob Nielsen                          | Socialdemokratiet - 11 mandater          |
| Lars Kristian Vigsø                    | Socialdemokratiet - 11 mandater          |
| Ulla Sørensen                          | Socialdemokratiet - 11 mandater          |
| Kaj Johansen                           | Socialdemokratiet - 11 mandater          |
| John Kruse                             | Socialdemokratiet - 11 mandater          |
| Allan Buch                             | Socialdemokratiet - 11 mandater          |
| Alex Gren                              | Socialdemokratiet - 11 mandater          |
| Regitze Tilma                          | Venstre - 7 mandater                     |
| Anders Møllegård                       | Venstre - 7 mandater                     |
| Karin Riishede                         | Venstre - 7 mandater                     |
| Line Thingberg                         | Venstre - 7 mandater                     |
| Kent Mosgård                           | Venstre - 7 mandater                     |
| John Kromann                           | Venstre - 7 mandater                     |
| Irene Tørnæs                           | Venstre - 7 mandater                     |
| Morten Weiss-Pedersen                  | Det Konservative Folkeparti - 2 mandater |
| Christian Lynggaard Pedersen           | Det Konservative Folkeparti - 2 mandater |
| Anna Poulsen Broen                     | Socialistisk Folkeparti - 2 mandater     |
| Linda Johnsen                          | Socialistisk Folkeparti - 2 mandater     |
| Steffen Dauggard                       | Dansk Folkeparti - 1 mandat              |
| Lasse Schmücker                        | Enhedslisten - 1 mandat                  |
| Jonas René Jensen                      | Nye Borgerlige - 1 mandat                |

| Navn              | Skiftet fra    | Skiftet til          | Dato          |
| ----------------- | -------------- | -------------------- | ------------- |
| Jonas René Jensen | Nye Borgerlige | Danmarksdemokraterne | 4. marts 2024 |

### Byråd 2018-2022
| Navn                                   | Parti                           |
| -------------------------------------- | ------------------------------- |
| Johannes Lundsfryd Jensen (Borgmester) | Socialdemokratiet - 14 mandater |
| Lars Vigsø                             | Socialdemokratiet - 14 mandater |
| Jens Backer Mogensen                   | Socialdemokratiet - 14 mandater |
| Steen Dahlstrøm                        | Socialdemokratiet - 14 mandater |
| Kaj Johansen                           | Socialdemokratiet - 14 mandater |
| Alex Gren                              | Socialdemokratiet - 14 mandater |
| John Kruse                             | Socialdemokratiet - 14 mandater |
| Ulla Sørensen                          | Socialdemokratiet - 14 mandater |
| Allan Buch                             | Socialdemokratiet - 14 mandater |
| Anja Reilev                            | Socialdemokratiet - 14 mandater |
| Esben Erichsen                         | Socialdemokratiet - 14 mandater |
| Per Vismark                            | Socialdemokratiet - 14 mandater |
| Jacob Nielsen                          | Socialdemokratiet - 14 mandater |
| Peter Storm                            | Socialdemokratiet - 14 mandater |
| Regitze Tilma                          | Venstre - 6 mandater            |
| Kaj Piilgaard Nielsen                  | Venstre - 6 mandater            |
| Karin Riishede                         | Venstre - 6 mandater            |
| Christian Kromann                      | Venstre - 6 mandater            |
| Kim Lund                               | Venstre - 6 mandater            |
| Bo Juul Nielsen                        | Venstre - 6 mandater            |
| Anni Tyrrestrup                        | Dansk Folkeparti - 2 mandater   |
| Steffen Daugaard                       | Dansk Folkeparti - 2 mandater   |
| Mikkel Dragmose                        | SF - 1 mandat                   |
| Paw Nielsen                            | Enhedslisten - 1 mandat         |
| Morten Weiss-Pedersen                  | Konservative - 1 mandat         |

| Navn            | Skiftet fra      | Skiftet til       | Dato            |
| --------------- | ---------------- | ----------------- | --------------- |
| Anni Tyrrestrup | Dansk Folkeparti | Løsgænger         | 4. april 2018   |
| Anni Tyrrestrup | Løsgænger        | Socialdemokratiet | 28. august 2020 |
| Paw Nielsen     | Enhedslisten     | Løsgænger         | 19. januar 2021 |

| Dato               | Udtrådt           | Indtrådt     | Parti   |
| ------------------ | ----------------- | ------------ | ------- |
| 10. september 2018 | Christian Kromann | Kent Mosgård | Venstre |

### Politiske udvalg
Kommunen har 8 politiske udvalg, der nedsættes af byrådet. De 8 udvalg er:
- Økonomiudvalget
- Beskæftigelses- og arbejdsmarkedsudvalget
- Skoleudvalget
- Børne-, unge- og fritidsudvalget
- Teknik- og ejendomsudvalget
- Miljø- og forsyningsudvalget
- Ældre- og aktivitetsudvalget
- Handicap-, psykiatri- og sundhedsudvalget

Hvert udvalg træffer beslutninger om, hvordan rådighedsbeløbet der er tildelt udvalget, skal fordeles. Udvalgenes forslag skal godkendes i byrådet, inden de træder i kraft.

### Kommunalvalget 2009
Den 17. november 2009 blev der afholdt valg til byrådet i Middelfart kommune. Den siddende borgmester Steen Dahlstrøms partiSocialdemokraterne gik tilbage med 1 mandat, men sammen med Socialistisk Folkeparti, der gik frem med 3 mandater, kunne Dahlstrøm beholde sit flertal og borgmesterposten. Den nuværende borgmester er Johannes Lundsfryd Jensen, Socialdemokratiet. Han overtog posten, da Steen Dahlstrøm trak sig tilbage 1. september 2017 efter 31 år på posten.
| Parti/liste | Parti/liste                 | Stemmer | %      | Mandater | +/- |
| ----------- | --------------------------- | ------- | ------ | -------- | --- |
| A           | Socialdemokratiet           | 7259    | 37,0 % | 11       | -1  |
| B           | Det Radikale Venstre        | 788     | 4,0 %  | 1        | -   |
| C           | Det Konservative Folkeparti | 1601    | 8,2 %  | 2        | -   |
| F           | Socialistisk Folkeparti     | 2632    | 13,4 % | 3        | +2  |
| H           | Helhedslisten               | 528     | 2,7 %  | 0        | -1  |
| O           | Dansk Folkeparti            | 1922    | 9,8 %  | 2        | +1  |
| V           | Venstre                     | 4696    | 24,0 % | 6        | -1  |
| Ø           | Enhedslisten                | 175     | 0,9 %  | 0        | -   |